# Junya Imase
Junya Imase (født 3. januar 1993) er en japansk fodboldspiller, som spiller for den japanske fodboldklub Kataller Toyama.